# Česká studentská unie
Česká studentská unie (ČeSU) je od roku 2014 právnickou osobou. Původně byla založena už v roce 2009 jako neformální studentská síť v České republice a během několika let se z České studentské unie stala největší síť studentů a studentských organizací v Česku. 
Zastřešovala přes 70 studentských organizací a studentských unií na veřejných univerzitách a soukromých univerzitách a spojovala tak přes 5 500 aktivních vysokoškoláků. 

## Historie
Úvahy o založení národní studentské unie, probíhaly ještě před říjnem 2009, od kterého se datuje založení České studentské unie (ČeSU). Tehdy se konala I. konference České studentské unie, jejíž pořádající organizací byla Studentská unie ČZU v Praze. Na této konferenci byl valnou většinou účastníků deklarován souhlas a zájem o studentské konference a spolupráci studentů a studentských organizací pod názvem Česká studentská unie.
Během let svého fungování si Česká studentská unie (ČeSU) vytvořila dobré jméno a tak se k ní neformálně přidávaly jedna organizace za druhou. V roce 2013 spojovala ČeSU přes 70 studentských organizací, především vysokoškoláků, a tvořila tak síť více než 5 500 aktivních studentů. 
ČeSU získala právní subjektivitu v roce 2014, ke které byla "dotlačena" útoky (od roku 2013) ze strany lidí/firmy Studenta Media (vlastníků Tomáš Rašner, Adam Kožela), kteří dělali prezidentskou kampaň Milošovi Zemanovi, aby se efektivně právně bránila skrz trestní oznámení a soudní řízení. Jako neformální právnická síť tuto sílu neměla. Výsledkem trestních oznámení bylo obvinění fyzických osob: Tomáš Rašner a Adam Kožela ze dvou trestních činů. Zároveň Studenta Media byla pravomocně odsouzena a byla jí soudem vyměřena pokuta 100 000 Kč jako náhrada škody. 
ČeSU se tak ubránila, ale díky tomu musela utlumit svoje aktivity, dokud si tyto problémy nevyřeší. Nyní se ČeSU připravuje své aktivity obnovit. 

## Konference a veletrhy
ČeSU pořádala jednou za semestr setkání zástupců studentských organizací, projektů a aktivit z českých univerzit v rámci oficiální konference. Tyto konference byly pořádány vždy na jiné univerzitě, pod záštitou jiného rektora a jiné studentské unie (studentské organizace). Předsednictvo konference bylo voleno členy ČeSU dva semestry dopředu a téma konference si vybíralo zvolené předsednictvo.
Během konferencí probíhaly meziuniverzitní veletrhy studentských organizací, během kterých se vysokoškoláci seznamovali mezi sebou a informovali se / inspirovali se, co by mohli společně realizovat a na čem spolupracovat. 
I. meziuniverzitní veletrh studentských organizací České studentské unie (ČeSU) - březen 2011, Praha

I. konference České studentské unie (ČeSU) - podzim 2009, Praha
II. konference České studentské unie (ČeSU) - jaro 2010, Ostrava
III. konference České studentské unie (ČeSU) - podzim 2010, Mladá Boleslav
IV. konference České studentské unie (ČeSU) - jaro 2011, Praha
V. konference České studentské unie (ČeSU) - podzim 2011, Brno
VI. konference České studentské unie (ČeSU) - jaro 2012, Plzeň
VII. konference České studentské unie (ČeSU) - podzim 2012, Liberec
VIII. konference České studentské unie (ČeSU) - jaro 2013, České Budějovice
IX. konference České studentské unie (ČeSU) - podzim 2013, Ostrava
X. konference České studentské unie (ČeSU) - jaro 2014, Praha

## Záštita nad celorepublikovými
Protože Česká studentská unie (ČeSU) sdružovala přes 70 studentských organizací, mohla každá členská organizace využít záštity ČeSU. Zásah všech těchto projektů dohromady bylo několik milionů obyvatel Česka skrz všechny věkové skupiny. 
Mediálně nejznámější projekty pod záštitou České studentské unie (ČeSU), které však unie fakticky neorganizovala (neměla právní subjektivitu): 

### Časopis Ekontech
Bezplatný časopis pro studenty techniky a ekonomie, vychází 6x ročně a je vydáván od října 2012.

### Průzkum TOP zaměstnavatelé
Průzkum mezi studenty vysokých škol o budoucích zaměstnavatelích, který byl realizován ve spolupráci s univerzitami, studentskými organizacemi a firemními partnery. Cílem projektu je poskytnout jedinečné údaje celému studentskému vysokoškolskému světu, kdo jsou TOP zaměstnavatelé a kde by se studenti, budoucí absolventi, měli ucházet o práci. Žebříček používal takovou metodologii, která umožnila najít nejlepší zaměstnavatele bez ohledu na velikost firmy, její proslulost či sektor.

### Miss Studentka
Celorepubliková soutěž studentek o titul Miss českého studentstva – Miss Studentka České republiky. Soutěže se mohly účastnit všechny studentky denní nebo dálkové formy studia jakékoliv školy (vysoké, vyšší odborné nebo střední). O soutěž probíhala po celé republice. Během ročníku 2012 měly za čtyři týdny trvání hlasování internetové stránky soutěže přes 1 500 000 zhlédnutých stránek a soutěžící nasbíraly dohromady více než 116 000 hlasů.

### Soutěž Fakulta roku
Anketa mezi studenty a absolventy vysokých škol v České republice, který se při srovnávání jednotlivých fakult vysokých škol zaměřoval především na to, jak se studentům na jejich vysoké škole líbí, lépe řečeno, jak se jim na fakultě studuje nebo studovalo. Obdobné ankety pořádala ČeSU také pro střední, vyšší odborné školy nebo gymnázia. V posledním ročníku hlasovalo v těchto třech soutěžích přes 17 tisíc respondentů.
Obdobným projektem byla i soutěž Rektor roku, ve které byl studenty vybírán nejlepší rektor českých vysokých škol. V posledním ročníku se největší přízni z více než 20 tisíc respondentů těšil rektor Richard Hindls z Vysoké školy ekonomické v Praze

## Studenské unie v ČR vysokoškoláků a středoškoláků
V Česku existuje více studentských organizací na vysokých školách, které postupně vznikají, zanikají a zase vznikají. Existuje i unie středoškoláků pod názvem Česká středoškolská unie.

## Dezinformační kampaň ze strany Studentské komory Rady vysokých škol (SKRVŠ)
Studentská komora Rady vysokých škol (neformální organizace, právně spadá pod Univerzitu Karlovu), byla přizvána na I. konferenci České studentské unie (ČeSU). Protože všechny organizace souhlasili se založením národní studentské unie a rozhodly se pro pokračování v konferencích, předávání si předsednictví a volbách předsedy, cítila Studentská komora Rady vysokých škol konkurenci a proto se snažila vznikající Českou studentskou unii poškodit četnými vyjádřeními do médií a na sociálních sítích. S vážnými pochybami o organizačním zaštítění celé aktivity vystoupila SKRVŠ v listopadu 2009 ve svém stanovisku. Problémem se být ukázalo to, že ve Studentské komoře Rady vysokých škol jsou tzn. studentští politici, kteří jsou často na PhD. studiích a místo zájmů studentů hájí buď své vlastní zájmy, nebo zájmy té vysoké školy, která je do SKRVŠ vyšle. SKRVŠ byla kritizována ze strany ČeSU za její nečinnost a nehájení zájmů studentů. 
Během roku 2013 došlo k odchodu zakládající organizace , Stavovské Unie Studentů Ostrava, protože tlak ze strany lidí kolem prezidentské kampaně Miloše Zemana, schůzek a pomluv i rektorům ostravských univerzit ze strany firmy Studenta Media (Adam Kožela, Tomáš Rašner) bylo tolik, že Stavovská unie Studentů Ostrava se rozhodli do vyřešení útoků ČeSU opustit. 
ČeSU získala právní subjektivitu v roce 2014, tedy pět let po neformálním založení a organizace funguje dodnes. 

## Kritika a kontroverze
Česká studentská unie se od svého vzniku dostala do sporu se Studentskou komorou Rady vysokých škol (SK RVŠ), nečlenskými studentskými spolky a uniemi, bývalými členskými spolky a uniemi a konkurencí časopisu Ekontech.

### Distanc SK RVŠ
Studentská komora Rady vysokých škol se 5. 11. 2011 od aktivit ČeSU distancovala ve svém prohlášení. Žádná další spolupráce se mezi SK RVŠ a ČeSU již neuskutečnila. ČeSU nebyla oficiální reprezentací vysokoškoláků.

### Vystupování ČeSU v médiích
ČeSU byla kritizována za své vystupování v médiích, kde se prezentovala jako zástupce českých vysokoškolských studentů. Od ČeSU se však distancovaly největší české studentské unie a spolky v čele se studentskou unií Karlovy univerzity, SU ČVUT, Studentské unie UTB a dalších[zdroj?].

### Netransparentnost ČeSU
Česká studentská unie neměla po většinu svého fungování právní subjektivitu. Právní subjektivitu neměl ani časopis Ekontech. Obě značky patřily občanskému sdružení ASA ČR. Česká studentská unie ani ASA ČR nezveřejňovaly výroční zprávy. Od května 2013 ČeSU nezveřejňuje seznam svých členských organizací, oficiálně z důvodu nevyžádaných emailů a telefonátů od různých subjektů. Neoficiálním důvodem bylo vystupování studentských organizací z ČeSU.

### Cenzura na fanouškovských stránkách ČeSU
Problémy ohledně transparentnosti a financí vedly k diskuzím na facebook profilu České studentské unie. Ta na svém profilu maazala dle pravidla 5 uvedeného v informacích a pravidlech svých stránek. Takovýto přístup je podle publicisty Daniela Dočekala nesmyslný: "Facebook je skutečně obousměrný kanál, není to jednosměrný marketingový chrlič, ani klasická reklama. Jeho základní vlastností je, že je postavený na komunikaci. A to komunikaci obousměrné, umožňující získávat zpětnou vazbu."
ČeSU dlouhodobě blokovala diskutující nejen na svých oficiálních facebook stránkách, ale i na facebook stránkách všech svých projektů. Příkladem může být Miss Studentka a stránky určené studentům univerzit - například Studenti TUL nebo Studenti VŠE.
Toto chování vedlo ke vzniku alternativní diskuzní platformy Česká studentská unie - BEZ CENZURY.

### Spor ČeSU a Studenta Media s.r.o.
Začátek vydávání časopisu Ekontech vyvolalo dlouhodobé spory mezi ČeSU a firmou Studenta media s.r.o. ČeSU i Studenta Media s.r.o. vydávaly zdarma komerční časopis zaměřený na vysokoškolské studenty,
Výsledkem sporu byl web "Pravda o ČeSU" vytvořený firmou Studenta Media s.r.o. a varování České studentské unie.

### Kontroverze kolem Miss Studentka
Během realizace soutěže Miss Studentka v roce 2013 došlo ke kontroverzi, kdy ČeSU zveřejňovala po zaplacení V.I.P. účtu fotografie soutěžících dívek, které souhlasily s použitím jimi nahraných fotek organizátorem, ale později se některé ze soutěžících ohradily proti možnosti zobrazit jejich fotku návštěvníkem po zaslání placené sms zprávy. O situaci jako první referovala konkurenční Studenta Media. Následně o situaci referovala i TV Prima ve zpravodajství z 16. 11. 2013 (čas 4:40), MF DNES a server Česká pozice
. Možnost V.I.P. účtu byla ze strany ČeSu následně zrušena a ČeSU se k ní vyjádřila ve svém prohlášení.
Dalším problémem ohledně pořádání regionálních kol bylo nepravdivé tvrzení, že soutěž organizují studenti tamních univerzit. V reakci na to se desítky škol od této soutěže zcela distancovaly a uvedly, že s touto soutěží škola ani jejich studenti nemají nic společného. Tento problém měli studenti i na Technické univerzitě v Liberci, kterým praktiky ČeSU poškozovaly dobré jméno, a tak ve spolupráci s univerzitou vyzvali sdružení ASA, jakožto majitele domény a ochranné známky ČeSU, aby bylo toto nepravdivé tvrzení z webu Miss odebráno - výsledkem bylo, že ČeSU nahradilo spojení "studenti Technické univerzity v Liberci" za "studenti z libereckých škol".

#### Řešení kontroverze okolo Miss Studentka ze strany ČeSU
Česká studentská unie se dne 16.11.2013 vyjádřila ohledně kritiky proti projektu Miss Studentka a k útokům na ČeSU v prohlášení České studentské unie k celorepublikovému projektu Miss Studentka a útokům na dobré jméno ČeSU. Součástí toho prohlášení byl i úřední záznam Policie České republiky ohledně nahlášení praktik dvou představitelů společnosti Studenta Media s.r.o..

### Zakládání prázdných studentských organizací
Česká studentská unie se během svého působení dopouštěla zakládání studentských organizací s žádným nebo jen malým personálním zázemím. Příkladem je Studentská unie VŠE v Praze. Tato unie byla nejdříve kritizována studentským časopisem iList a následně 23 studentských organizací z VŠE vyzvalo vedení univerzity k odebrání názvu "studentská unie VŠE" tomuto subjektu.
Dalším příkladem mohlo být využívání facebookové skupiny Studenti TUL k napadání Studentské unie TUL, která s aktivitami a projekty ČeSU na půdě univerzity nesouhlasila.